# Przyjezierze (województwo kujawsko-pomorskie)
Przyjezierze – osada w Polsce położona w województwie kujawsko-pomorskim, w powiecie mogileńskim, w gminie Jeziora Wielkie.

## Historia
W latach 1975–1998 miejscowość administracyjnie należała do województwa bydgoskiego. Jest to miejscowość o charakterze wypoczynkowym nad Jeziorem Ostrowskim. 
Kąpielisko nad jeziorem zorganizowano w 1929, kiedy przy plaży powstał drewniany barak z tarasem i restauracją oraz wypożyczalnia kajaków. W 1936 swój obóz rozbili tu harcerze z Wołynia. Rok później harcerze ze Strzelna ustawili na rozdrożu dróg do Wójcina i Gaju krzyż, który nazwano harcerskim. Ówcześni wczasowicze kwaterowali w gospodarstwach rolnych; pierwszy domek campingowy powstał w 1939. Po 1945 w miejscowości powstały zakładowe ośrodki wczasowe takich przedsiębiorstw, jak Inofama i Irena z Inowrocławia, Elana z Torunia i Telfa z Bydgoszczy.
Do 2022 część osady z plażą należała do gminy Jeziora Wielkie, a pozostała część do gminy Strzelno. Granicą była droga  powiatowa z Mogilna w stronę Konina. Od 2011 roku prowadzono działania zmierzające do przyłączenia całości Przyjezierza do gminy Jeziora Wielkie. Początkowo nie zgadzała się na to gmina Strzelno. Po dojściu do porozumienia w okresie od 15 grudnia 2019 do 15 stycznia 2020 roku przeprowadzono konsultacje wśród mieszkańców, które były pierwszym krokiem do przyłączenia całości osady do gminy Jeziora Wielkie. Ostatecznie, z dniem 1 stycznia 2022 cały obszar osady znalazł się w granicach gminy Jeziora Wielkie.